# Női snowboard slopestyle a 2018. évi téli olimpiai játékokon
A 2018. évi téli olimpiai játékokon a snowboard női slopestyle versenyszámát február 12-én rendezték. Az aranyérmet a címvédő Jamie Anderson nyerte. A versenyszámban nem vett részt magyar versenyző.

## Eseménynaptár
Az időpontok helyi idő szerint (UTC+9), zárójelben magyar idő szerint (UTC+1) olvashatóak.
| Forduló             | Időpont                   |
| ------------------- | ------------------------- |
| Selejtező (törölve) | február 11., 14:00 (6:00) |
| Döntő               | február 12., 10:00 (2:00) |

## Eredmények

### Selejtező
Eredetileg a selejtező két fordulós lett volna, a döntő pedig három fordulós. A 2018. február 11-ére kiírt selejtezőt az erős szeles időjárás miatt törölték.

### Döntő
A döntőben két fordulót teljesített mindegyik versenyző. A legjobb eredmények sorrendje határozta meg a végeredményt.
| Helyezés | R  | Versenyző            | Nemzet                           | 1. futam   | 2. futam | Jobb eredmény | Mj |
| -------- | -- | -------------------- | -------------------------------- | ---------- | -------- | ------------- | -- |
| Arany    | 26 | Jamie Anderson       | Egyesült Államok (USA)           | 83,00      | 34,56    | 83,00         |    |
| Ezüst    | 20 | Laurie Blouin        | Kanada (CAN)                     | 49,16      | 76,33    | 76,33         |    |
| Bronz    | 22 | Enni Rukajärvi       | Finnország (FIN)                 | 45,85      | 75,38    | 75,38         |    |
| 4.       | 15 | Silje Norendal       | Norvégia (NOR)                   | 73,91      | 47,66    | 73,91         |    |
| 5.       | 9  | Jessika Jenson       | Egyesült Államok (USA)           | 72,76      | 41,11    | 72,76         |    |
| 6.       | 19 | Hailey Langland      | Egyesült Államok (USA)           | 41,26      | 71,80    | 71,80         |    |
| 7.       | 11 | Sina Candrian        | Svájc (SUI)                      | 66,35      | 39,80    | 66,35         |    |
| 8.       | 8  | Szofja Fjodorova     | Olimpikonok Oroszországból (OAR) | 27,53      | 65,73    | 65,73         |    |
| 9.       | 13 | Yuka Fujimori        | Japán (JPN)                      | 63,73      | 48,51    | 63,73         |    |
| 10.      | 10 | Elena Könz           | Svájc (SUI)                      | 17,28      | 59,00    | 59,00         |    |
| 11.      | 25 | Julia Marino         | Egyesült Államok (USA)           | 55,85      | 41,05    | 55,85         |    |
| 12.      | 5  | Asami Hirono         | Japán (JPN)                      | 49,80      | 27,26    | 49,80         |    |
| 13.      | 21 | Zoi Sadowski-Synnott | Új-Zéland (NZL)                  | 26,70      | 48,38    | 48,38         |    |
| 14.      | 16 | Reira Iwabuchi       | Japán (JPN)                      | 48,33      | 31,06    | 48,33         |    |
| 15.      | 24 | Anna Gasser          | Ausztria (AUT)                   | 42,05      | 46,56    | 46,56         |    |
| 16.      | 1  | Šárka Pančochová     | Csehország (CZE)                 | 43,46      | 39,18    | 43,46         |    |
| 17.      | 14 | Aimee Fuller         | Nagy-Britannia (GBR)             | 34,63      | 41,43    | 41,43         |    |
| 18.      | 12 | Isabel Derungs       | Svájc (SUI)                      | 39,66      | 31,98    | 39,66         |    |
| 19..     | 18 | Miyabi Onitsuka      | Japán (JPN)                      | 33,25      | 39,55    | 39,55         |    |
| 20.      | 4  | Carla Somaini        | Svájc (SUI)                      | 36,71      | 23,08    | 36,71         |    |
| 21.      | 17 | Brooke Voigt         | Kanada (CAN)                     | 24,36      | 36,61    | 36,61         |    |
| 22.      | 23 | Spencer O'Brien      | Kanada (CAN)                     | 26,43      | 36,45    | 36,45         |    |
| 23.      | 7  | Cheryl Maas          | Hollandia (NED)                  | 31,71      | 35,30    | 35,30         |    |
| 24.      | 3  | Klaudia Medlová      | Szlovákia (SVK)                  | 26,16      | 34,00    | 34,00         |    |
| 25.      | 2  | Lucile Lefevre       | Franciaország (FRA)              | 28,35      | 17,31    | 28,35         |    |
| –        | 6  | Silvia Mittermueller | Németország (GER)                | nem indult |          |               |    |